# Nervellius costaricensis
Nervellius costaricensis är en stekelart som beskrevs av Marsh 1988. Nervellius costaricensis ingår i släktet Nervellius och familjen bracksteklar. Inga underarter finns listade i Catalogue of Life.